# Сингамоз
Сингамо́з (Syngamidosis; сингамидо́з) — гельминтоз из группы нематодозов, характеризуется развитием ларингита, трахеобронхита.

## Этиология
Возбудители — нематоды рода Syngamus (Mammomanogamus): Syngamus laryngeus, S. trachea, S. skrjabinomorpha и др., паразитируют в гортани, трахее и бронхах птиц, крупного и мелкого рогатого скота, лошадей. У людей встречается в редких случаях.
Самец длиной 2—4 мм, самки 7—20 мм. Яйца 0,074—0,095 Х 0,039—0,047 мм с крышечками на полюсах. Развитие может протекать прямым путём или с участием резервуарного хозяина — дождевого червя, пресноводных моллюсков.

## Сингамоз человека
Встречаются редкие казуистические случаи поражения человека (более 100 описанных случаев), вызванного Syngamus laryngeus. Случаи сингамоза описаны в Бразилии, Австралии, Индии, Филиппинах и т. д. Человек заражается при заглатывании инвазионных личинок с загрязнённой пищей и водой.

### Симптомы
Болезнь проявляется ларингитом, трахеобронхитом, сопровождающимся приступами кашля с мокротой, иногда кровохарканьем, астматическим синдромом, лихорадкой, с мокротой отходят паразиты.

### Диагностика
Диагноз ставят при обнаружении яиц сингамусов в мокроте и фекалиях, иногда половозрелых гельминтов обнаруживают при бронхоскопии.

### Лечение и прогноз
Назначают альбендазол, тиабендазол, мебендазол.
Прогноз благоприятный.

## Сингамоз кур
Куры (а также индейки, фазаны и др. птицы) заражаются при проглатывании дождевых червей, инвазированных инкапсулированными личинками паразита. Поражается в основном молодняк.
В ротовой полости птицы слизь окрашена в розовый цвет. В начале болезни цыплята еще сохраняют аппетит и даже становятся более прожорливыми. Однако через некоторое время они совершенно отказываются от корма и перестают двигаться, перья у них взъерошены, крылья опущены.
В организме дефинитивного хозяина личинка освобождается от капсулы и по кровеносному руслу проникает в трахею, где достигает половой зрелости. Яйца паразита из трахеи попадают в ротовую полость, заглатываются и с помётом выходят во внешнюю среду (непрямое развитие).
При сильной инвазии птица вытягивает шею, раскрывает клюв, издаёт кашлевые звуки, напоминающие чихание, встряхивает головой. Диагноз ставят путём просмотра трахеи на свету (видны скопления паразитов) и по обнаружению яиц гельминтов.